# Parasemia alba-obsoleta
Parasemia alba-obsoleta là một loài bướm đêm thuộc phân họ Arctiinae, họ Erebidae.